# Grünbach am Schneeberg
Pour les articles homonymes, voir Grünbach.
Grünbach am Schneeberg est une commune autrichienne du district de Neunkirchen en Basse-Autriche.